# Гуревич Ісай Ізраїлевич
Ісай Ізраїлевич (Ісидорович) Гуревич (1912—1992) — радянський фізик.
У 1934—1945 рр. працював у Радієвому інституті АН СРСР. З 1945 р. — керівник лабораторії Інституту атомної енергії ім. І. В. Курчатова і з 1946 р. — професор Московського інженерно-фізичного інституту.
Роботи з ядерної фізики, теорії ядерних реакторів, фізики елементарних частинок. Висунув гіпотезу фазових переходів ядерної матерії. З М. І. Певзнером встановив ефект відштовхування ядерних рівнів. Спільно з іншими колегами розробив теорію ядерного реактора.
У 1941 році Ю.Б. Харитон, Я.Б. Зельдович і І.І. Гуревич, грунтуючись на наближених значеннях ядерних констант, уточнили критичну масу урану-235. Перебуваючи в Казані, куди в початковий період війни був евакуйований Радієвий інститут, І.І. Гуревич спільно з І. Я. Померанчуком провів (1943 р) загальнотеоретичне розгляд гетерогенних систем з блоками урану з урахуванням резонансного поглинання нейтронів. 
Досліджував взаємодію повільних нейтронів з ядрами і вивчав можливість ланцюгової реакції на повільних нейтронах на природній суміші урану. Розвинений І.І. Гуревичем наближений метод розв'язання інтегральних рівнянь дифузії нейтронів ліг в основу докторської дисертації, захищеної їм в 1944 році. 
Роботи по урану стали підставою для залучення І.І. Гуревича в Радянський Атомний проект, і з 1946 року він переходить на роботу в Лабораторію № 2 завідуючим сектором, продовжуючи дослідження в області фізикою ядерних реакторів. 
У його спільних роботах з Я. Б. Зельдовичем, І.Я. Померанчуком і Ю.Б. Харитоном була побудована якісна теорія ядерних реакторів. І.І. Гуревич брав діяльну участь в розрахунках критичних розмірів першого радянського ядерного реактора Ф-1, пущеного І. В. Курчатовим в грудні 1946 року. Він спільно з І.Я. Померанчуком розробили завдання на отримання графіту надвисокої чистоти, щоб домішки по бору були не більше однієї мільйонної. Це сталося в результаті їх розрахунків і зіставлення з тими константами, які тоді були вже поміряні. 
У 1946 році Ю.Б. Харитон, Я.Б. Зельдович, І.І. Гуревич і І.Я. Померанчук запропонували використовувати термоядерні реакції синтезу для створення бомби, названої згодом водневою. І.І. Гуревич активно брав участь (1945-1947 рр.).
В фізичних дослідженнях системи «уран-графіт» і нейтронно-фізичних процесів в системах поділу на швидких і теплових нейтронах, проведенні розрахунків і експериментів з фізики і радіаційного захисту першого промислового реактора «А» на Комбінаті № 817 (ПО «Маяк»), на якому напрацьовувався плутоній для першої радянської атомної бомби. 29 серпня 1949 року перша радянська атомна бомба була успішно підірвана на Семипалатинському полігоні. 
29 жовтня 1949 року вийшли закриті Указ Верховної Ради і Постанова Ради Міністрів СРСР «Про нагородження і преміювання за видатні наукові відкриття і технічні досягнення з використання атомної енергії». За розробку теоретичних питань атомних реакторів І.І. Гуревич був нагороджений орденом Трудового Червоного Прапора і став лауреатом Сталінської премії 2-го ступеня.
У 1943 р. з І. Я. Померанчуком провів загальнотеоретичний розгляд гетерогенних систем з блоками урану з урахуванням резонансного поглинання нейтронів. Брав участь у розробці першого радянського ядерного реактора.
З Б. А. Нікольським запропонував новий метод дослідження конденсованої речовини, заснований на вивченні рецесії і релаксації спина позитивного мюона. Відкрив явище двочастотної прецесії мюонія у магнітному полі.
Член-кореспондент АН СРСР з 26.11.1968 р. за відділенням ядерної фізики (експериментальна ядерна фізика).

## Нагороди та премії
- орден Жовтневої Революції (14.07.1982)
- 2 ордена Трудового Червоного Прапора (29.10.1949; …)
- 2 ордена «Знак Пошани»
- медаль
- Сталінська премія другого ступеня (1949) — за розробку теоретичних питань атомних реакторів